# Bojko Boriszov
Bojko Metodiev Boriszov (bolgárul: Бойко Методиев Борисов, IPA: ['bɔɪkɔ bɔ'risɔf]; 1959. június 13. –) Bulgária egykori miniszterelnöke 2009–2013, 2014–2017 januárja, valamint 2017 májusa és 2021 között. 2005. november 8-a és 2009-es miniszterelnökké választása között Szófia polgármestere volt.
Miután pártja, a GERB biztos győzelmet szerzett a 2009-es júniusi bulgáriai elnökválasztáson, Boriszov lett az ország 50. miniszterelnöke. Hivatalába 2009. július 27-én iktatták be.

## Életrajza

### Főtitkár és Szófia polgármestere
Boriszov 1959-ben született Bankjában. Ez abban az időben különálló település volt, ma Nagy-Szófia közigazgatási része. Édesapja a Belügyminisztérium hivatalnoka, Metodi Boriszov, édesanyja Veneta Boriszova általános iskolai tanárnő volt. 1982 és 1990 között a Belügyminisztériumban töltött be különböző tisztségeket. Kezdetekben tűzoltóként, később a Szófiai Rendőr Akadémia professzoraként dolgozott. Mint a Nemzetbiztonsági Tanács tagja, Boriszov részt vett az 1980-as évek végén az etnikai törökök névváltoztatási kampánya idején a termények és a szénapadlások megvédésében. 1990-ben otthagyta a minisztériumot. 1991-ben megalapította az Ipon-1 nevű, biztonságtechnikával foglalkozó magáncégét, s ezután olyan embereket őrzött, mint Todor Zsivkov és II. Simeon bolgár cár. Boriszov 1980 óta aktívan karatézik, a bolgár nemzeti válogatott edzője és nemzetközi mérkőzések játékvezetője.
Boriszov jelenleg nős, de nem feleségével, hanem a Gazdasági és Befektetési Bank elnökével, Csvetelina Boriszlavovával él együtt. Előző, az orvos Sztellával kötött házasságából van egy lánya. Van egy lánytestvére is, Kraszimira Ivanova. Boriszov nagyapja részt vett az 1944-es bulgáriai felkelésben, aminek nem volt jó hatása Boriszov tanulmányaira a szocialista érában.
Bojko Boriszov tábornoki rangban 2001 és 2005 között a bolgár Belügyminisztérium főtitkára volt. A 2005-ös választáson a II. Szimeon Nemzeti Mozgalom parlamenti képviselőjelöltje volt, két régióban is megválasztották, de úgy döntött, inkább a főtitkári állását folytatja. Az év folyamán később lemondott, és inkább Szófiában indult a polgármester-választáson, amit szintén megnyert. Itt Sztefan Szofijanszkit váltotta a poszton.
Boriszov új pártot alapított, melynek neve Polgárok Bulgária Európai Fejlődéséért (GERB) lett. A GERB az alacsony részvételi arány – mindössze 28,6%-os – ellenére 2007. május 20-án megnyerte az európai parlamenti választásokat. Ez meghozta Boriszov bátorságát, aki előrehozott parlamenti választásokat követelt.
Boriszov a GERB informális vezetője. A párt hivatalos vezetője Cvetan Cvetanov, aki a belügyminisztériumban Boriszov beosztottja volt, s később Szófia polgármester-helyettese lett.

### Bulgária miniszterelnöke
Boriszov pártja, a GERB a 2008. július 5-én megtartott parlamenti választásokon megszerzett 39,71%-os eredményével is elsöprő győzelmet aratott. Ezzel a 240 fős parlamentben 116 mandátumot szereztek. Boriszov bejelentette, hogy pártja őt választotta meg jelöltnek Bulgária 50. miniszterelnökének.

## Karate
Boriszov 1978 óta aktív résztvevője a karate bajnokságoknak. Jelenleg 7 danos fekete öves karatés és a Bolgár Karate Szövetség elnöke. Már több éve ő a bolgár nemzeti karate válogatott felkészítő edzője is.

## Ellentmondások
2009. február 6-án Boriszov Chicagóban a bolgár kivándorlóknak azt mondta, hogy a bolgár lakosság egymillió romából, 700 ezer törökből és 2,5 millió nyugdíjasból is áll. Mindehhez azt is hozzátette, hogy nagyon kevés olyan ember van, akire a jobboldal új szavazóként számíthat. Ez a népesség méretében nem éri el a félmillió főt. Az Európai Szocialisták Pártjának elnökhelyettese, Jan Marinus Wiersma azzal vádolta meg Boriszovot, hogy „a Bulgáriában élő törököket, romákat és nyugdíjasokat rossz emberanyagnak minősítette”, és szerinte a GERB „átlépte már a jobboldali populizmus és a szélsőség közötti láthatatlan vonalat”.
Boriszov visszautasította a szocialistáknak azt az állítását, hogy használta volna a „rossz emberanyag” kifejezést. Válaszul azzal vádolta meg a Bolgár Szocialista Pártot, hogy hazugságokat terjesztenek, s megpróbálják őt lejáratni. Boriszov március 5-én egy nem kormányzati szervezetekkel való találkozáson azt mondta, hogy kormányában minden szinten megpróbál roma képviselőket szerepeltetni, még miniszterei között is. Később ezt kiterjesztette a Bulgáriában élő török kisebbségre is.